# Месягутовский сельсовет (Дуванский район)
Месягутовский сельсовет — муниципальное образование в Дуванском районе Башкортостана. 
Административный центр — село Месягутово.

## История
Согласно «Закону о границах, статусе и административных центрах муниципальных образований в Республике Башкортостан» имеет статус сельского поселения.

## Население
| 2002    | 2010    | 2012    | 2013    | 2014    | 2015    | 2016    |
| ------- | ------- | ------- | ------- | ------- | ------- | ------- |
| 11 373  | ↗11 819 | ↗12 097 | ↗12 318 | ↗12 576 | ↗12 714 | ↗12 891 |
| 2017    |         |         |         |         |         |         |
| ↗13 056 |         |         |         |         |         |         |

## Состав сельского поселения
| № | Населённый пункт | Тип населённого пункта       | Население |
| - | ---------------- | ---------------------------- | --------- |
| 1 | Месягутово       | село, административный центр | ↗12 019   |
| 2 | Абдрашитово      | деревня                      | ↗402      |
| 3 | Старохалилово    | село                         | ↗378      |
| 4 | Новохалилово     | деревня                      | ↗156      |